# Peromyia ryukyuensis
Peromyia ryukyuensis är en tvåvingeart som beskrevs av Jaschhof 2001. Peromyia ryukyuensis ingår i släktet Peromyia och familjen gallmyggor. Inga underarter finns listade i Catalogue of Life.